# Arena (Wisconsin)
Arena és una població dels Estats Units a l'estat de Wisconsin. Segons el cens del 2000 tenia 685 habitants.

## Demografia
Segons el cens del 2000, Arena tenia 685 habitants, 256 habitatges, i 182 famílies. La densitat de població era de 242,6 habitants per km².
Dels 256 habitatges en un 37,9% hi vivien nens de menys de 18 anys, en un 53,9% hi vivien parelles casades, en un 10,2% dones solteres, i en un 28,9% no eren unitats familiars. En el 24,6% dels habitatges hi vivien persones soles el 9,8% de les quals corresponia a persones de 65 anys o més que vivien soles. El nombre mitjà de persones vivint en cada habitatge era de 2,68 i el nombre mitjà de persones que vivien en cada família era de 3,14.
Per edats la població es repartia de la següent manera: un 30,2% tenia menys de 18 anys, un 6,9% entre 18 i 24, un 35,2% entre 25 i 44, un 18,2% de 45 a 60 i un 9,5% 65 anys o més.
L'edat mediana era de 32 anys. Per cada 100 dones de 18 o més anys hi havia 103,4 homes.
La renda mediana per habitatge era de 45.870 $ i la renda mediana per família de 49.375 $. Els homes tenien una renda mediana de 31.953 $ mentre que les dones 24.688 $. La renda per capita de la població era de 20.765 $. Cap de les famílies i el 3,7% de la població estaven per davall del llindar de pobresa.

## Poblacions més properes
El següent diagrama mostra les poblacions més properes.